# Computer palmare

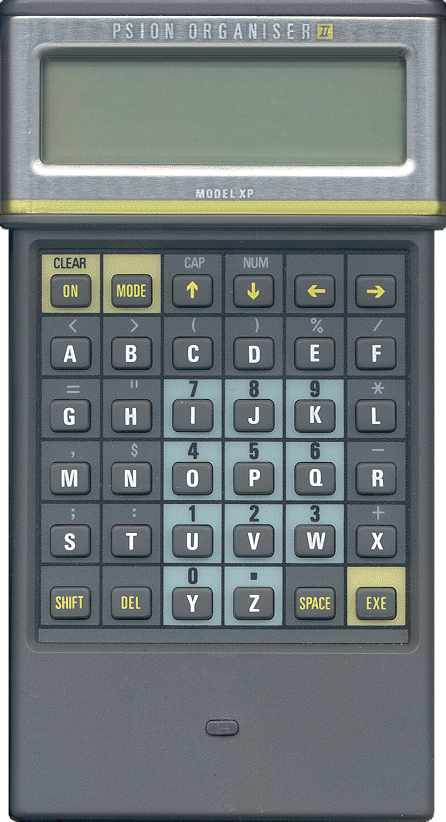
Il primo palmare: Psion Organiser II

Un computer palmare (detto anche palmare), spesso indicato in lingua inglese con la sigla PDA (Personal Digital Assistant), o con l'ormai desueto termine palmtop, è un computer di dimensioni contenute, tali da essere portato sul palmo di una mano (da cui il nome), dotato anche di un touch screen.
Originariamente concepito come agenda elettronica (in inglese electronic organizer), o sistema non particolarmente evoluto dotato di un orologio, di una calcolatrice, di un calendario, di una rubrica dei contatti, di una lista di impegni/attività e della possibilità di memorizzare note e appunti, anche vocali (personal information manager), è stato prodotto inizialmente da Psion nel 1986 con il suo Organizer II, un vero minicomputer completo da portare in palmo di mano, e si è, nel corso degli anni, arricchito di funzioni sempre più avanzate.
Alla fine degli anni 2000 i palmari sono stati soppiantati definitivamente dagli smartphone, dispositivi che hanno tutte le funzioni di un palmare e molte altre, ed in più la connessione con Internet.

## Origini

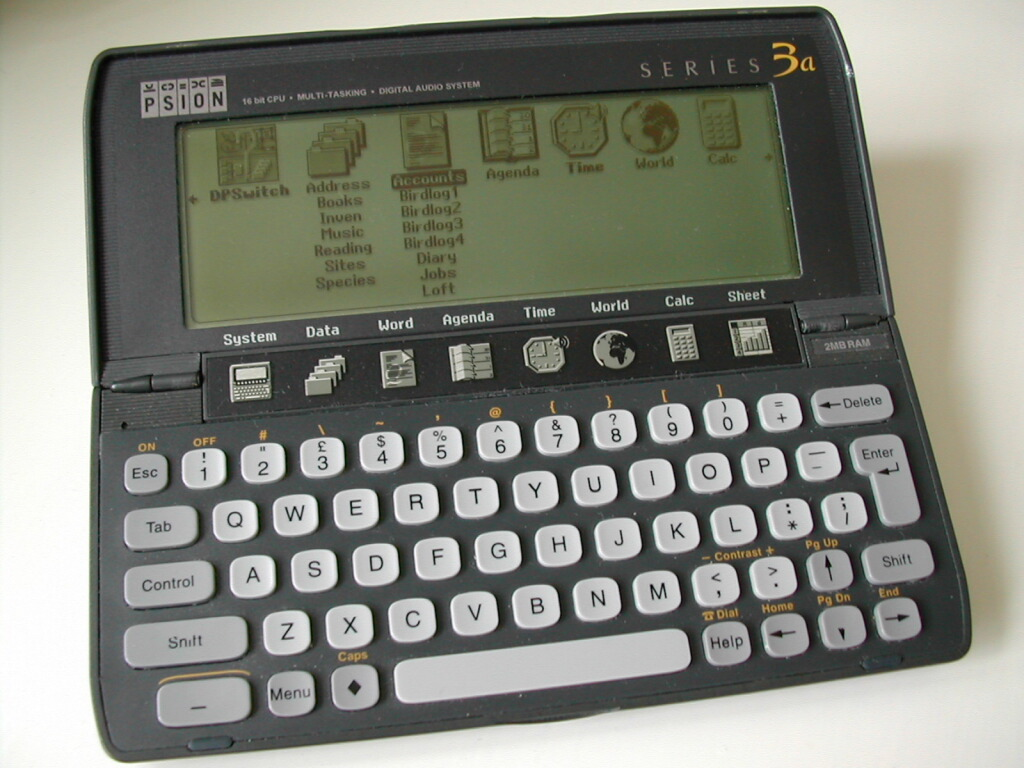
Il secondo palmare al mondo: Psion Serie 3 (1991)

Il primo PDA è stato messo in commercio nel 1986 da Psion con il suo Organizer II. Seguito da Psion Serie 3 nel 1991, che ha cominciato ad assomigliare allo stile PDA più familiare, con tanto di tastiera completa.
Il termine "PDA" fu usato il 7 gennaio 1992 dall'allora CEO della Apple John Sculley in una conferenza stampa tenuta in occasione della mostra informatica Consumer Electronics Show di Las Vegas, Nevada, riferendosi al MessagePad prodotto per la prima volta nel 1993. Nel 1994 IBM ha introdotto il primo palmare con funzionalità complete di telefonia mobile, IBM Simon, che può anche essere considerato il primo smartphone. Poi, nel 1996, Nokia ha presentato un palmare con funzionalità complete di telefonia mobile, il 9000 Communicator, che divenne il PDA più venduto al mondo. Il Communicator ha generato una nuova categoria di palmari: il "telefono PDA", ora chiamato "smartphone".
Un altro concorrente entrato in questo mercato è stato Palm, con una linea di prodotti palmari che ha avuto inizio nel marzo 1996. Nel 1997 anche Texas Instruments presentò il proprio PDA: Avigo 10. Oggi, quasi tutti i PDA sono degli smartphone, difatti sono oltre 150 milioni gli smartphone venduti ogni anno, mentre i PDA "stand-alone" senza funzionalità del telefono cellulare solo circa 3 milioni di unità vendute all'anno.
Nota inserita successivamente per dare un'idea delle dimensioni del fenomeno: Nel 2018 sono stati venduti complessivamente 1,44 miliardi di smartphone.

## Caratteristiche

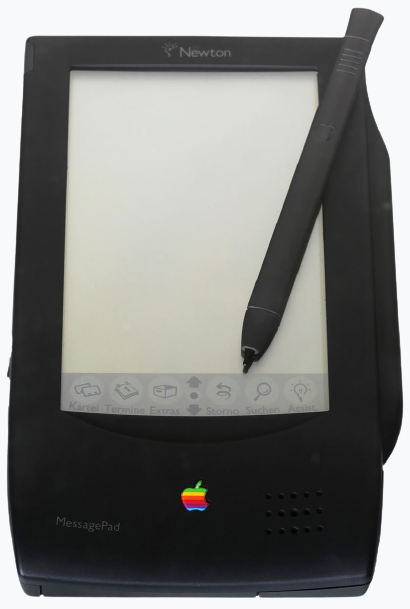
Tipico palmare "stand-alone"

Normalmente questi dispositivi sono dotati della capacità di collegarsi e sincronizzare dati con i personal computer, sia con un collegamento a infrarossi che con una connessione seriale, USB o Bluetooth.
Inoltre spesso è possibile caricare programmi appositamente sviluppati che permettono di aggiungervi le più diverse funzionalità: fogli elettronici, calcolatrici scientifiche, client di posta elettronica, MP3 e video player, giochi, ecc. Infine alcuni palmari integrano o possono collegarsi a dispositivi esterni (telefono cellulare, GPS) aumentandone le possibilità d'uso. Bluetooth è una tecnologia sviluppata in questo senso. Ultimamente i palmari stanno diventando sempre più potenti e accessoriati e alcuni modelli integrano in sé direttamente la connettività telefonica GSM/GPRS/EDGE/UMTS/HSDPA e quindi sono anche in grado di funzionare da telefono cellulare in modo autonomo.
Il maggiore limite che si riscontra, finora, è quello della memoria disponibile, che raramente supera i 128 MB, pur essendo estendibile in modo limitato con memory card. Per ovviare a questo inconveniente alcuni produttori hanno lanciato sul mercato dei dispositivi dotati di un hard disk interno (la cui capacità varia dai 2 GB agli 8 GB).
L'utilità di un palmare appare evidente: è possibile portarlo sempre con sé (molto più facilmente di un computer portatile) e quindi di essere sempre in grado di lavorare dovunque ci si trovi, la funzione di navigatore satellitare grazie al GPS consente di risparmiare cifre consistenti che si spenderebbero per un equivalente integrato nell'auto, ed infine è anche uno strumento di intrattenimento al livello di una console portatile come il Game Boy Advance o di un mini-Divx player (pur con i limiti di spazio).

### Analogie e differenze rispetto ad un PC
Le differenze più macroscopiche rispetto ai personal computer riguardano la dimensione e il peso (un palmare ha in media una grandezza 120×80×17 mm, e pesa intorno ai 180 grammi). Queste caratteristiche influenzano l'estetica e la portabilità, ma allo stesso tempo hanno un ruolo significativo nella realizzazione di applicativi per questi dispositivi. Infatti i programmi che usiamo sui normali PC sono studiati per degli schermi con risoluzione di 800×600 o 1024×768, mentre i palmari più recenti arrivano al massimo a 640×480, di conseguenza le applicazioni per palmari devono essere appositamente studiate e progettate per tali dispositivi.
Anche l'hardware dei palmari presenta delle differenze rispetto a quello dei PC. Innanzi tutto i palmari non dispongono di Hard Disk (tranne alcuni Palm), ma memorizzano le informazioni permanenti sulla ROM, o sulle schede di memoria (solitamente SD o CF). I palmari, fatta eccezione di quelli più recenti, non dispongono di porte USB, quindi per collegare delle periferiche (come una tastiera o un modulo GPS) si ricorre allo slot CF, o alla connessione Bluetooth.
I palmari utilizzano sistemi operativi e programmi specifici, realizzati apposta per essi, non quelli realizzati per i PC.

### Navigare con il palmare

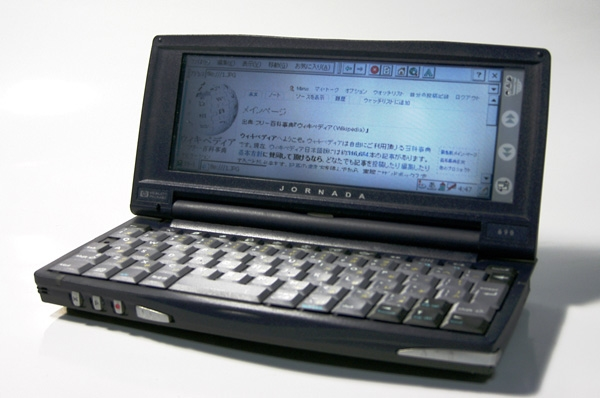
Palmare che mostra una voce di Wikipedia in giapponese

La maggior parte dei computer palmari disponeva di una connessione wireless e di un browser. Questo significa che era possibile visitare i siti internet, ma anche in questo caso le dimensioni ridotte del palmare provocavano dei fastidi. Infatti anche i siti internet venivano di solito studiati per essere visionati con una risoluzione minima di 800×600 pixel, che non era adatta allo schermo dei palmari. Alcune pagine web, nonostante i sistemi di riduzione dei pocket-browser, risultavano quindi difficilmente leggibili. Per ovviare a questo problema molti portali offrivano una versione creata appositamente per essere adatta alla visualizzazione su palmare.

### Sistemi operativi per palmari
Un sistema operativo è il programma sempre in esecuzione su di un PC (o su un dispositivo elettronico ad esso assimilabile) in grado di gestire la memoria, l'accesso da parte degli utenti e i processi e la comunicazione con le periferiche. Esegue i programmi operando anche come intermediario fra hardware e software.
I più diffusi sistemi operativi per computer palmari sono stati:
- Android: prodotto da Google e immesso nel 2008 sullo smartphone HTC Dream, è il sistema operativo per palmari, smartphone e tablet più diffuso e tuttora in uso sui dispositivi di numerosi produttori.
- iOS: sistema operativo di Apple per i dispositivi palmari, smartphone e tablet (tuttora in uso sui modelli recenti della casa di Cupertino).
- Palm OS: dalla sua introduzione nel 1996, la piattaforma PalmOS ha definito il trend e le aspettative per i palmari. Grazie a questa piattaforma, i palmari da semplici agende elettroniche si sono evoluti in veri e propri computer. Non più sviluppato dal produttore.
- Windows Mobile (Windows CE): dal 1996 di Microsoft per i suoi dispositivi Pocket PC. Non più sviluppato, e sostituito da una versione specifica di Windows 10.
- BlackBerry OS di Research In Motion, destinato ad un tipo di palmari wireless introdotti nel 1999. Permetteva di scaricare dalla propria casella di posta elettronica, di gestire la propria agenda, di scrivere messaggi SMS e permetteva inoltre di effettuare chiamate verso i propri contatti. Nel 2013 ha cambiato nome in BlackBerry 10 (con un aggiornamento sostanziale delle tecnologie sulle quali si basava), e poi nel 2022 è stato definitivamente ritirato dal supporto.[6]
- GNU/Linux, utilizzato da Sharp per i suoi Zaurus. Zaurus è stato un palmare prodotto dalla Sharp che utilizzava un'implementazione del sistema operativo Debian/Linux. Inoltre esisteva un'implementazione per questo palmare della distribuzione Gentoo.
- Symbian (prima noto come EPOC). È stato un sistema operativo aperto, adottato da varie aziende come standard.